# Sumida (Tokio)
Sumida (jap. 墨田区 Sumida-ku) – jeden z 23 specjalnych okręgów (dzielnic) japońskiej stolicy, Tokio. Ma powierzchnię 13,77 km². W 2020 r. mieszkało w niej 272 190 osób, w 145 682 gospodarstwach domowych  (w 2010 r. 247 645 osób, w 120 849 gospodarstwach domowych).